# Baltimore Museum of Art

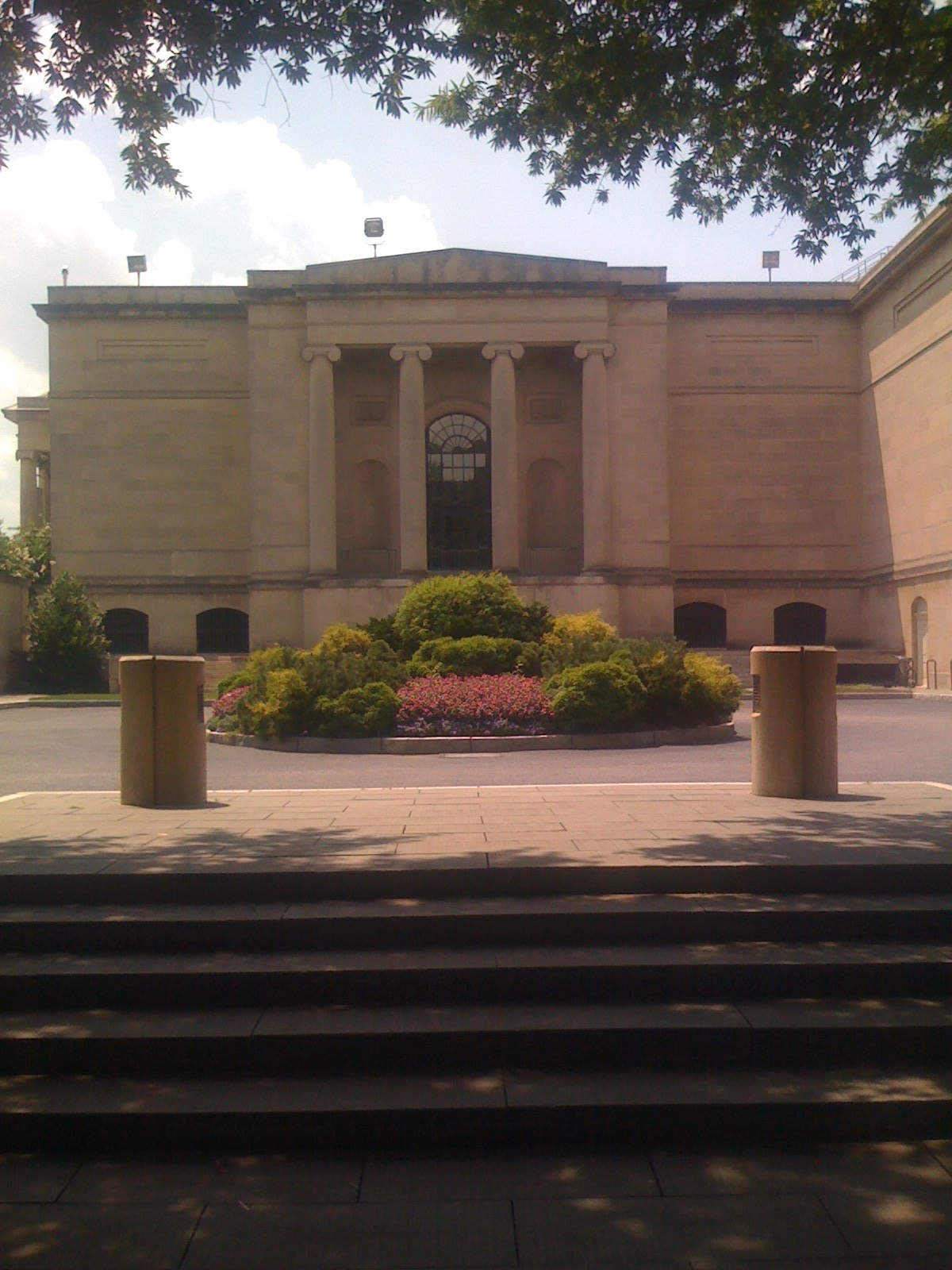
Baltimore Museum of Art, Portal

Das Baltimore Museum of Art ist ein Kunstmuseum in Baltimore, das 1914 gegründet wurde. Die Sammlung des Museums umfasst 90.000 Kunstwerke, darunter Europäische und Amerikanische Kunst vom 13. Jahrhundert bis heute, sowie Kunstwerke und Objekte aus Asien, Afrika und dem präkolumbianischen Amerika. Das Baltimore Museum of Art ist zudem im Besitz der größten Kollektion von Werken von Henri Matisse. Zum Museum gehören weiterhin zwei Gärten, in denen Skulpturen aus dem 20. Jahrhundert gezeigt werden, und eine über 70.000 Bände umfassende Bibliothek.

## Geschichte
Das Baltimore Museum of Art wurde 1914 auf Betreiben von acht Bürgern der Stadt Baltimore gegründet. Neun Jahre später, 1923, fand die Eröffnungsausstellung des Museums statt, das in der Garett Mansion vorläufig untergebracht worden war. Im folgenden Jahr wurde dem Baltimore Museum of Art ein Kredit in Höhe von einer Million Dollar gewährt, um ein eigenes Museumsgebäude zu bauen. Als Architekt wurde der für neoklassizistische Gebäude bekannte John Russell Pope ausgewählt. In den folgenden Jahren wuchs die Sammlung stetig durch Schenkungen und Erwerbungen. So erhielt es 1925 einen Raum, der mit Dekorativer Kunst aus der Zeit um 1700 ausgestattet war, als Schenkung. Zwei Jahre später kam das Gemälde Rinaldo und Armida von Anthonis van Dyck in die Sammlung des Baltimore Museum of Arts, das ein zentrales Werk des Sammlungsbereichs Europäische Kunst bildete. Am 18. April 1929 eröffnete dann das eigene Museumsgebäude.
1936 zeigte das Museum eine der frühsten Ausstellungen Afrikanischer Kunst in den Vereinigten Staaten. 1936 und 1937 war es zudem an Ausgrabungen in Antiochia teil und erhielt infolgedessen antiochische Mosaike für die Sammlung. Eine der ersten Ausstellungen von Kunst zeitgenössischer afroamerikanischer Künstler wurde im Jahr 1939 im Museum gezeigt. In der Folge sammelte das Baltimore Museum of Art verstärkt Kunstwerke dieser Künstler und ihrer Vorfahren. 1950 erhielt das Museum eine der bedeutendsten Schenkungen durch die Schwestern Claribel und Etta Cone, deren Sammlung unter anderem Werke von Henri Matisse, Pablo Picasso und Paul Cézanne umfasste. Diese Schenkung sicherte dem Baltimore Museum of Art eine international bedeutende Sammlung Moderner Kunst. Im Jahr 1960 durfte die Museumsleitung die Biennale di Venezia kuratieren.
1980 eröffnete das Museum den Wurtzburger Sculpture Garden, 1988 den Levi Sculpture Garden, womit es eine Parkanlage in der Skulpturen des 20. Jahrhunderts gezeigt werden mitten in Baltimore erstellte. 1982 eröffnete der neue Ostflügel des Baltimore Museum of Art, der Platz für Wechselausstellungen, den Museumsshop, ein Restaurant und einen Vorlesungssaal bietet. Zur erweiterten Präsentation der Zeitgenössischen Kunst wurde dann 1994 der Westflügel eröffnet. 1996 ging die Lucas Collection mit französischer Kunst des 19. Jahrhunderts vom Maryland Institute College of Art in den Museumsbesitz über, nachdem sie bereits seit 60 Jahren dort als Dauerleihgabe zu sehen war. 2001 eröffnete das Baltimore Museum of Art die renovierten Räumlichkeiten für die Cone Collection. Anlässlich des 100. Geburtstags ziehen Anfang 2014 über 30 Malereien, Zeichnungen, Drucke und Skulpturen aus der Zeit des deutschen Expressionismus in das Museum ein. Die Sonderausstellung hat den Namen „German Expressionism“ und ist bis Oktober 2014 zu sehen.

## Sammlung
Die Sammlung des Baltimore Museum of Art gliedert sich in die Bereiche Afrikanische Kunst, Amerikanische Kunst, Präkolumbianische Kunst, Antike Kunst und römische Mosaike aus Antiochia, Asiatische Kunst, Zeitgenössische Kunst, Europäische Kunst, Moderne Kunst, Indianische Kunst, Kunst aus dem pazifischen Raum, Grafik und Textilien.
Die Sammlung afrikanischer Kunst gehört zu den ältesten und wichtigsten in den Vereinigten Staaten. Seit 1954 die Sammler Janet und Alan Wurtzburger eine große Schenkung dem Museum zukommen ließen, gehört diese Abteilung zur permanenten Ausstellung. Sie umfasst über 2000 Objekte, die eine Zeitspanne vom Altertum bis heute abdecken. So sind zum Beispiel Werke und Objekte aus dem Alten Ägypten und den Königreichen Bambara und Kuba sowie aus dem zeitgenössischen Afrika. Sie decken zudem verschiedenste Arten von Kunstwerken und Gegenständen ab. So sind Masken, Schmuck, Kopfschmuck, Textilien, zeremonielle Waffen und Töpferwaren. Die Sammlung Asiatischer Kunst umfasst Werke aus Indien, China, Japan, Tibet, dem Nahen Osten und Südostasien. Einen bedeutenden Anteil dieser Sammlung macht chinesisches Porzellan aus, das vor allem aus der Tang-Dynastie stammt. Zwei besonders bekannte Werke aus der Sammlung ist eine lebensgroße Guanyin-Figur aus dem 15. Jahrhundert aus der Provinz Hebei und ein Pferdefigur aus einem Grab der Han-Dynastie. Kunstwerke aus Melanesien und Polynesien gehören zur relativ kleinen Sammlung von Kunst der pazifischen Inseln. Diese gehört zu den besten der Vereinigten Staaten und umfasst verschiedene Objekte wie Kleidung, Ornamente und Schmuck. Ein herausragendes Stück dieser Kollektion ist ein tongalesisches Brust-Ornament, das von Vögeln und Sternen geziert wird und aus Wal-Elfenbein und einer Muschelschale besteht ist eines der größten weltweit bekannten. Ein weiteres ist eine hawaiische königliche Halskette aus dem 18. Jahrhundert.
Die Kunst des präkolumbianischen Amerikas wird in der Sammlung des Baltimore Museum of Arts von 59 kulturellen Traditionen repräsentiert. Die Werke und Objekte decken dabei einen Zeitraum von 2500 vor Christus bis 1500 nach Christus ab. Es sind Werke der Maya und Azteken aus Mesoamerika, der Chimú und Muisca der Region der Anden Südamerikas. Besonders bedeutende Stücke dieser Sammlungsabteilung sind Keramikobjekte aus dem Westen Mexikos. Die Sammlung Indianischer Kunst bietet einen Querschnitt durch die Kultur dieser Völker. Zu sehen ist zum Beispiel Keramik der Acoma oder Elfenbein-Amulette der Eskimos vom Beginn des 20. Jahrhunderts.

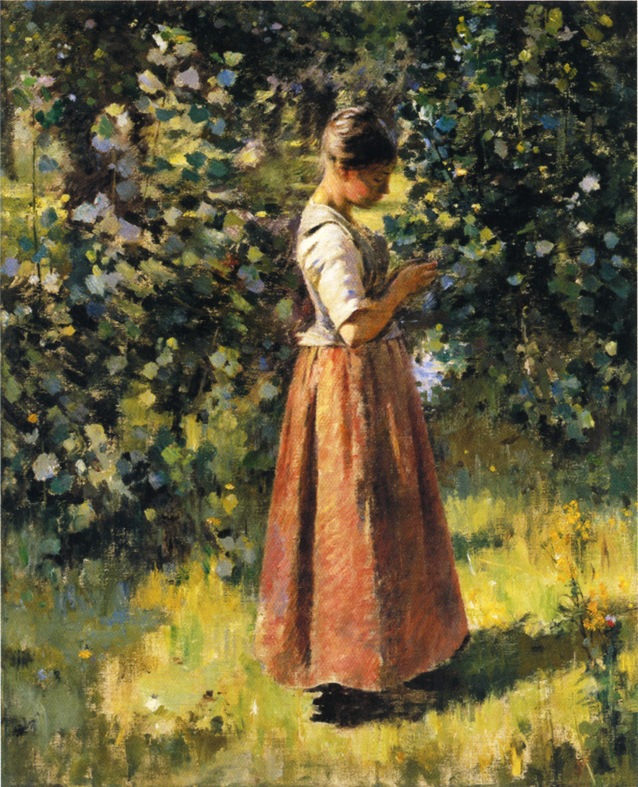
Theodore Robinson: In the Grove
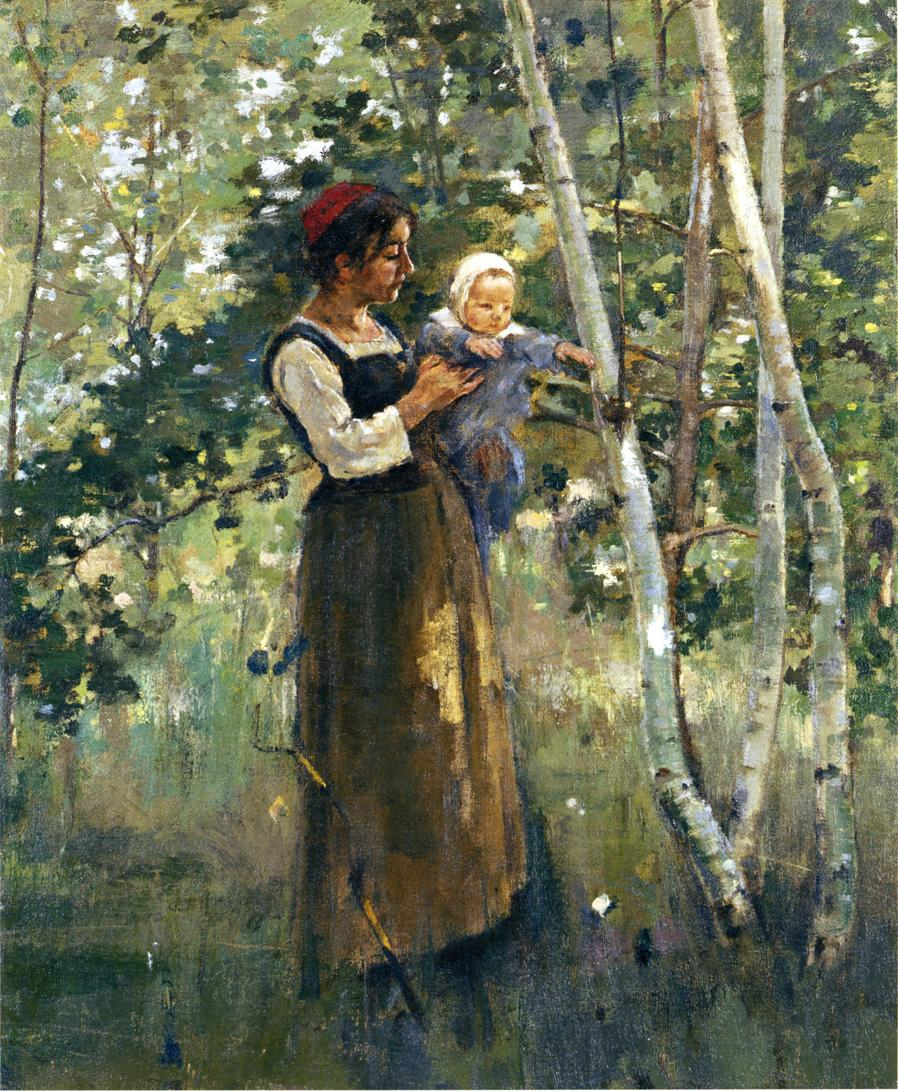
Theodore Robinson: Mother and Child by the Hearth
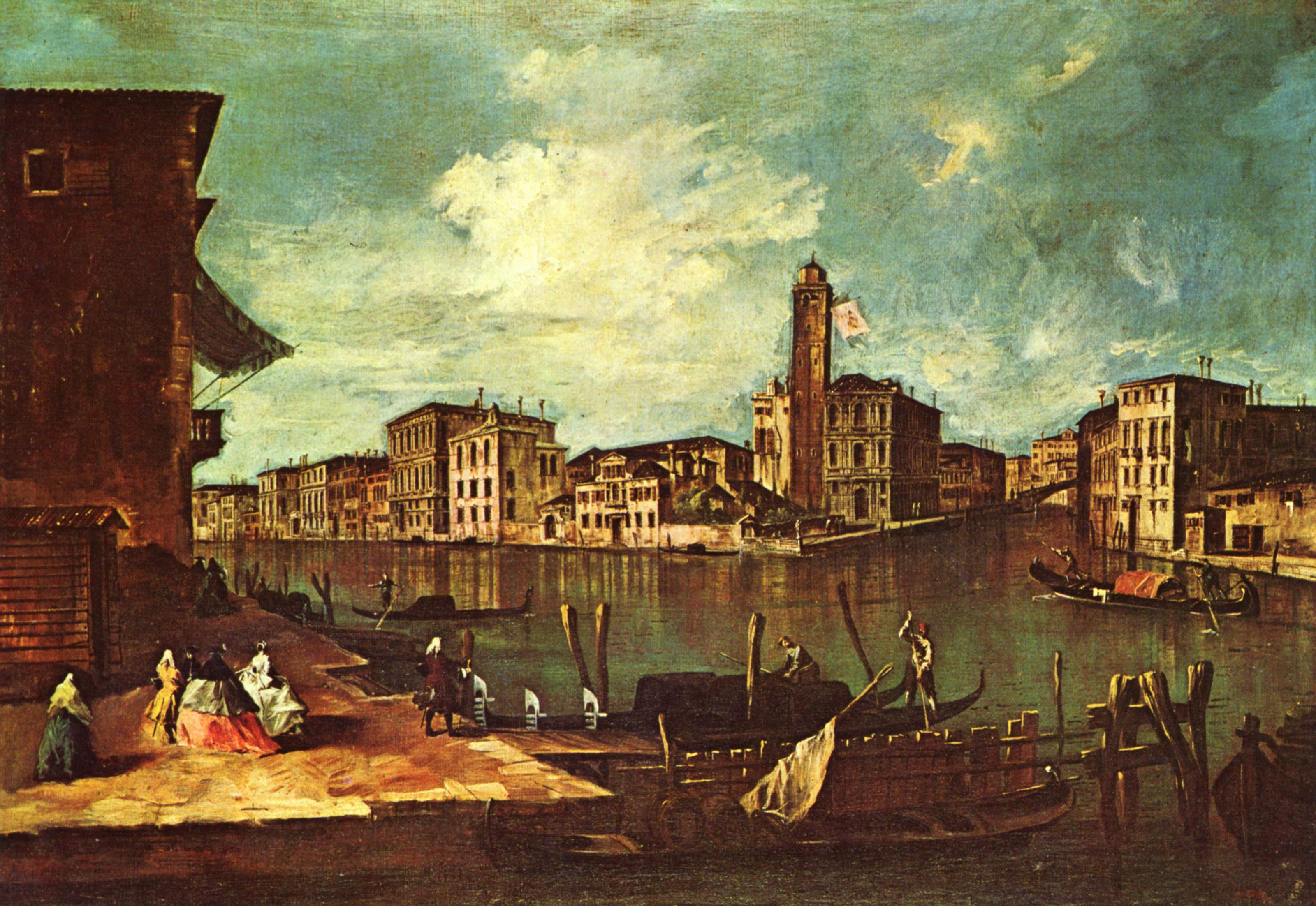
Francesco Guardi: Der Canal Grande in San Geremia, von einem Ankerplatz der Gondeln aus gesehen

Ebenfalls in der Sammlung zu sehen ist amerikanische Kunst von der Kolonialzeit bis heute. Darunter gibt es Werke mit regionalem Bezug zu sehen wie Porträts von Rembrandt Peale und anderer Mitglieder seiner Familie, Möbelstücke, die von John Finlay und Hugh Finlay bemalt wurden, oder Silber aus der Fabrik Samuel Kirk & Son. Daneben sind bedeutende Werke der amerikanischen Porträtmalerei des 18. Jahrhunderts, der Landschaftsmalerei des 19. Jahrhunderts, des amerikanischen Impressionismus und der Moderne Bestandteile der Sammlung. 
Vertretene Künstler sind zum Beispiel Thomas Sully, Thomas Eakins, Thomas Hart Benton, John Singer Sargent und Childe Hassam. Die Abteilung europäischer Kunst zeigt bedeutende Kunstwerke wie Rinaldo und Armida von Anthony van Dyck oder ein Porträt Rembrandt van Rijns, das dessen Sohn Titus zeigt. Weitere Werke stammen unter anderem von Frans Hals, Jean Siméon Chardin, Sandro Botticelli, Tizian, Jean-Baptiste-Camille Corot und Camille Pissarro. Weiterhin gehören zur bedeutenden Cone Collection 500 Werke von Henri Matisse, sowie weitere von Paul Cézanne, Paul Gauguin und Vincent van Gogh. 
Zur Sammlung des Baltimore Museum of Art gehören zudem Composition V von Piet Mondrian und Werke von André Masson, Marc Chagall, Wassily Kandinsky, Ernst Ludwig Kirchner und Max Pechstein. Die Zeitgenössische Kunst ist mit Werken von Jackson Pollock, Donald Judd, Sol LeWitt, Jasper Johns, Alison Saar und Frank Stella. Dem Baltimore Museum of Art gehört zudem eine der größten Sammlungen von späten Werken Andy Warhols in den Vereinigten Staaten.

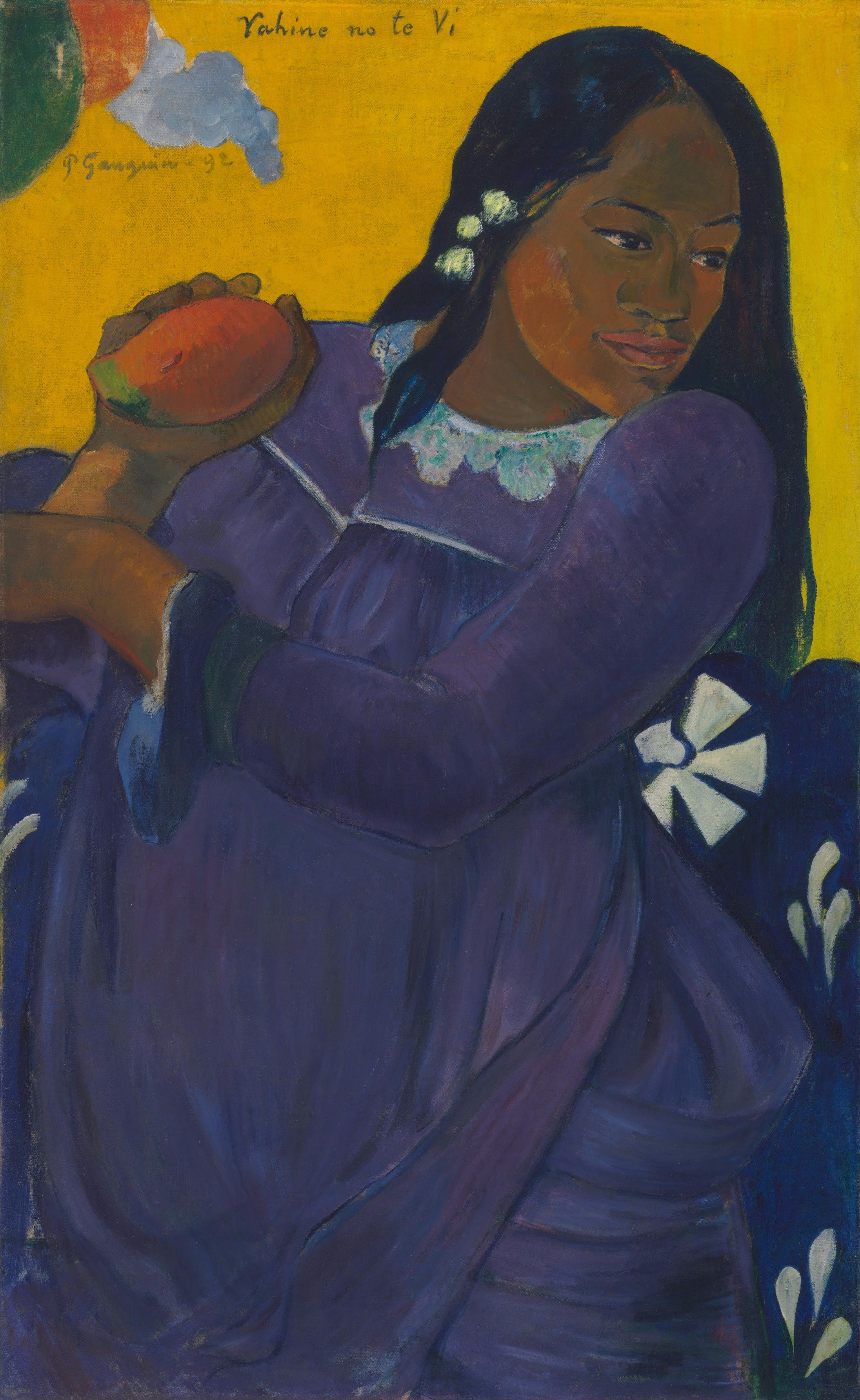
Paul Gauguin: Tahitierin mit Mango
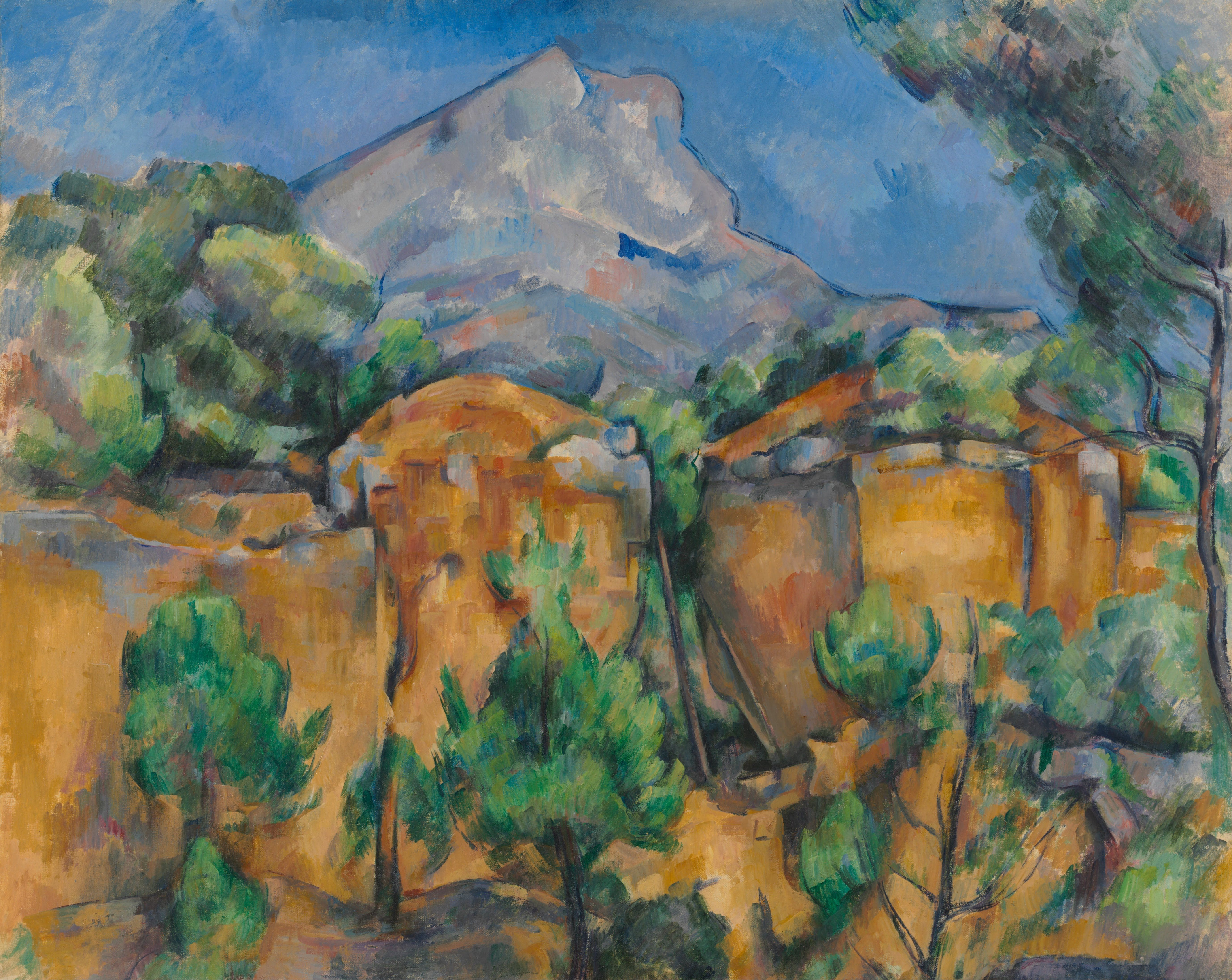
Paul Cézanne: Montagne Sainte-Victoire, Blick vom Steinbruch Bibémus
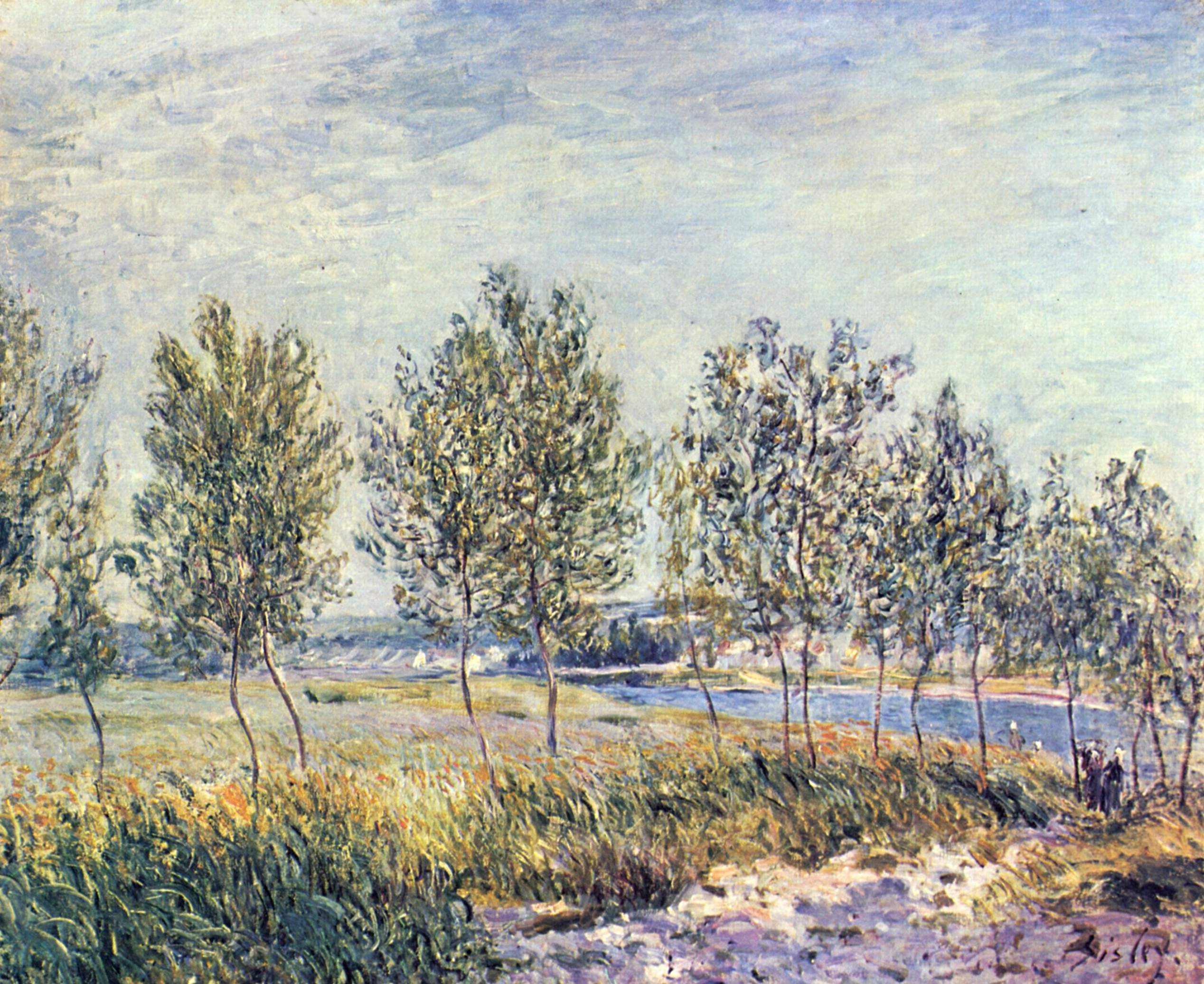
Alfred Sisley: Wiese in By
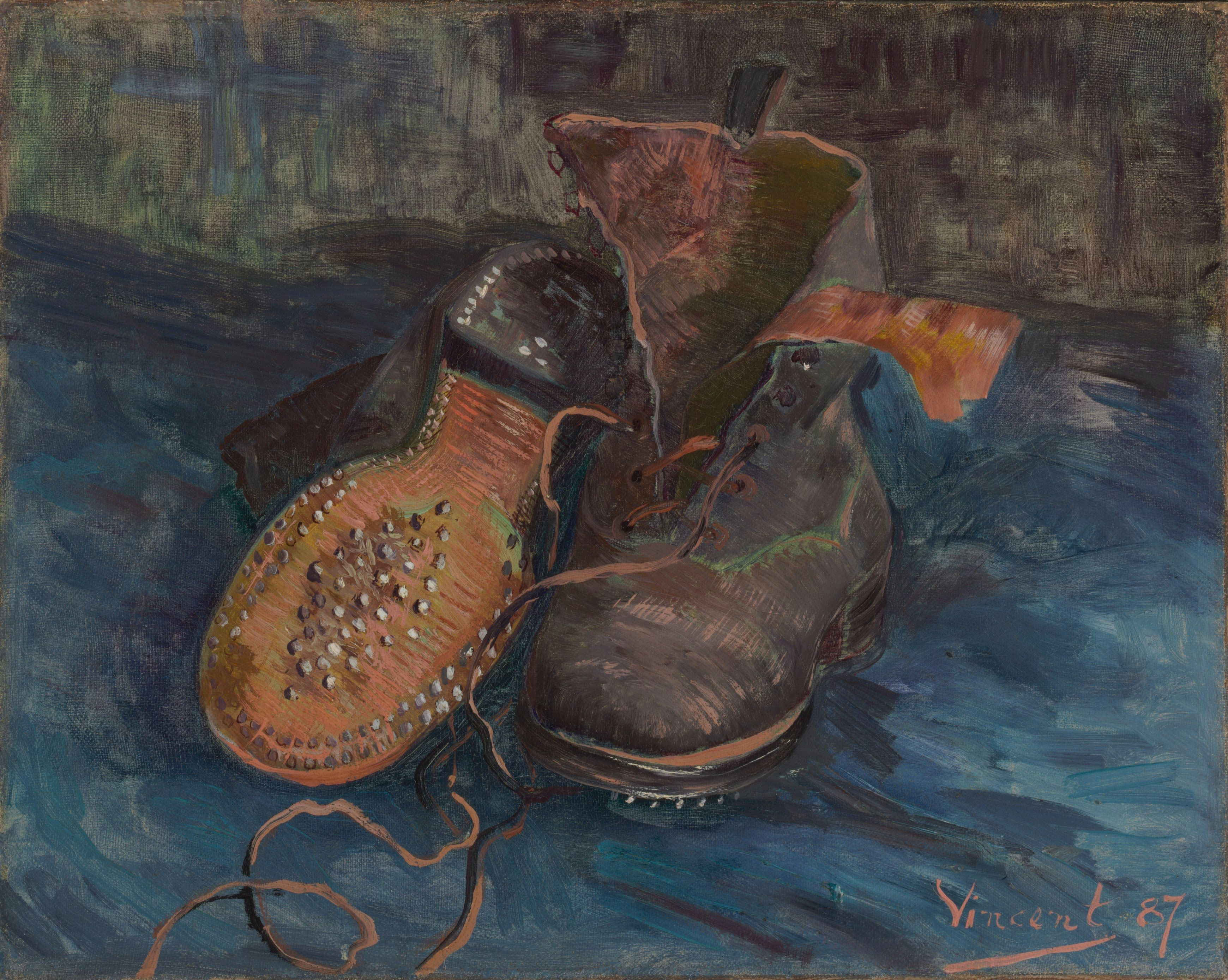
Vincent van Gogh: Ein Paar Schuhe